# Parc historique de Sri Thep
 (novembre 2014).
Si vous disposez d'ouvrages ou d'articles de référence ou si vous connaissez des sites web de qualité traitant du thème abordé ici, merci de compléter l'article en donnant les références utiles à sa vérifiabilité et en les liant à la section « Notes et références ».

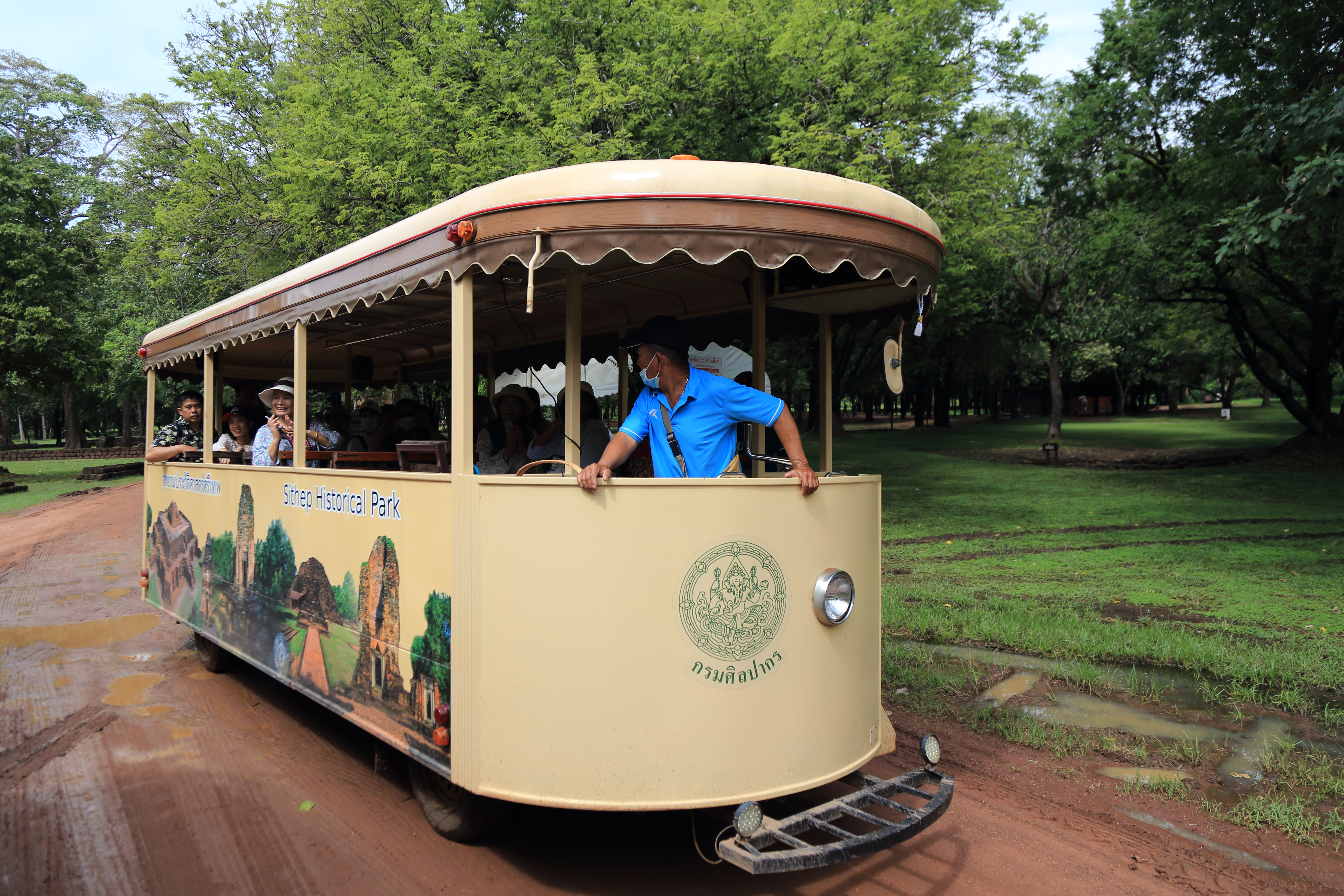
Véhicule pour le transport de touristes sur le site du parc historique.

Le Parc historique de Sri Thep (thaï : อุทยานประวัติศาสตร์ ศรีเทพ, RTGS Utthayan Prawattisat Si Thep, API : [ʔùttʰáʔjaːn pràwàttìsàt sǐː tʰêːp]) est un parc et site touristique qui inclut la ville historique de Sri Thep (ou Si Thep , thaï : ศรีเทพ) située dans la province de Phetchabun, dans le bassin de la Pa Sak, à 240 kilomètres au nord de Bangkok en Thaïlande.

## Protection
La vieille ville de Si Thep — avec Khao Klang Nok et la grotte de Thamorrat, deux autres sites de Dvaravati situés à proximité — est inscrite au patrimoine mondial de l'UNESCO depuis le 19 septembre 2023, lors de la 45ème session du Comité du patrimoine mondial qui s'est tenu à Riyad,,,,.
C'est un témoignage de la cohabitation des cultures bouddhiste et hindouiste en Thaïlande.

## La ville historique de Sri Thep
La ville historique de Sri Thep était constituée de deux parties jointes couvrant environ 4,7 km2. 
La partie la plus interne de la ville (Muang Nai), qui couvre 2,08 km2, était entourée de murs et de douves, disposés en cercles presque concentriques, donnant à la ville un diamètre d'à peu près 1,5 km. La partie intérieure de la ville est parsemée de 70 étangs. Cette partie inclut 3 monuments importants (le Prang Sithep, le Prang Song Phi Nong et le Khao Khlang Nai), et environ 45 sites archéologiques, tous restaurés par le Fine Arts Department de Thaïlande. 
La partie externe de la ville (Muang Nok) est en rectangle avec des coins arrondis, couvre 2,54 km2, est entourée de murs et douves et comporte des monuments en ruines, à la suite des pillages et réutilisations successives des matériaux. Cette partie comporte 7 entrées, 54 sites archéologiques mineurs et 30 étangs.

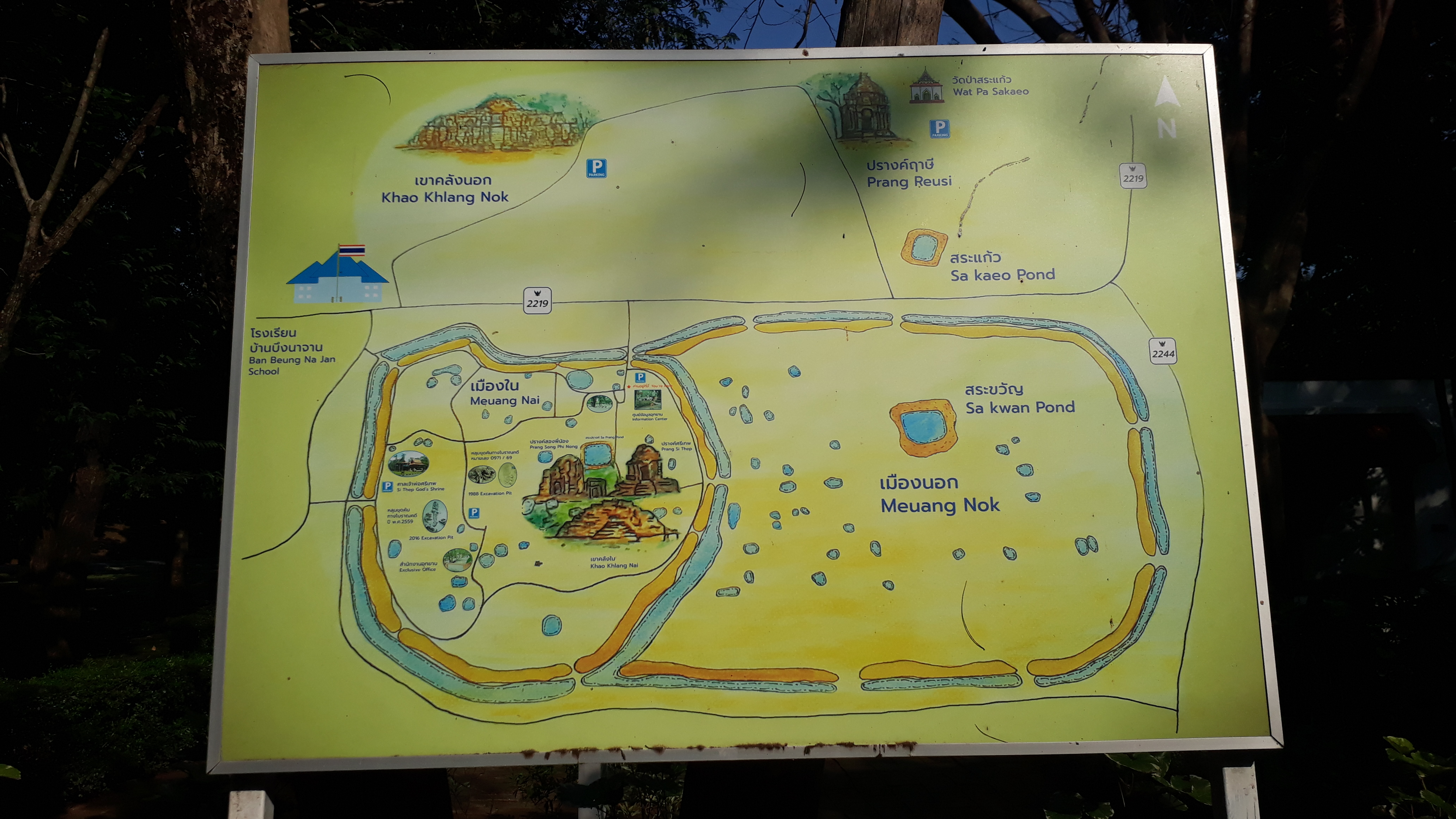
Plan du Parc historique de Sri Thep

En dehors de la ville historique, on trouve environ 50 sites archéologiques, les plus importants étant le Khao Khlang Nok et le Prang Reussi (ou Ruesi, selon la translittération adoptée), tous deux situés au nord de la ville, et la grotte de Khao Thamorat, à l'ouest de la ville.
La ville historique de Sri Thep était abandonnée à la végétation. Selon un moine, les villageois l'appelait Muang Apai Sali. En 1904, on nota le nom de Sri Thep dans un compte-rendu de la visite de la province de Phetchabun par le Prince Damrong. Il rechercha ce nom et le trouva dans les archives d'Ayutthaya et Rattanakosin.

## Préhistoire
En 1988, le Département des Beaux Arts de Thaïlande pratiqua une fouille dans une petite colline située à 400 mètres au nord-ouest du Prang Si Thep, à l’intérieur de l’enceinte de la ville de Si Thep. À un mètre de profondeur, on découvrit le squelette d’un éléphant, à la même profondeur que la base d’un monument situé sur cette colline. On découvrit également, à une profondeur de trois mètres, cinq squelettes humains, le squelette le plus complet étant celui d’une femme allongée, la tête vers le nord ; à proximité, des ornements, des armes de métal et de la vaisselle. Deux squelettes sont incomplets, les autres ossements sont dans des jarres situées légèrement au-dessus du premier squelette. Ces squelettes sont les témoins de rituels mortuaires préhistoriques, antérieurs à l’adoption du bouddhisme, il y a environ 2000 ans.

Excavations réalisée à Si Thep, montrant des restes préhistoriques
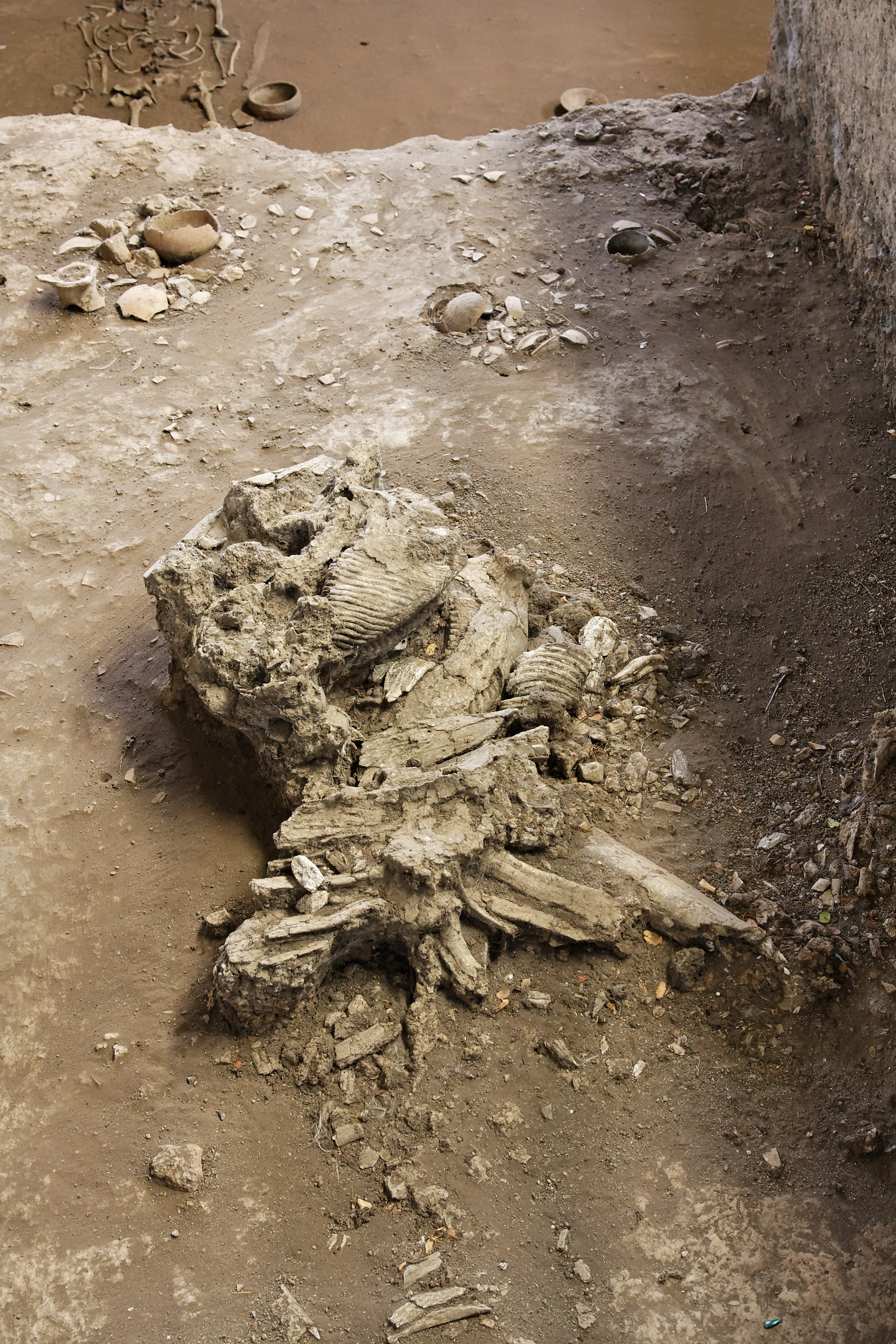
Restes d'un éléphant.
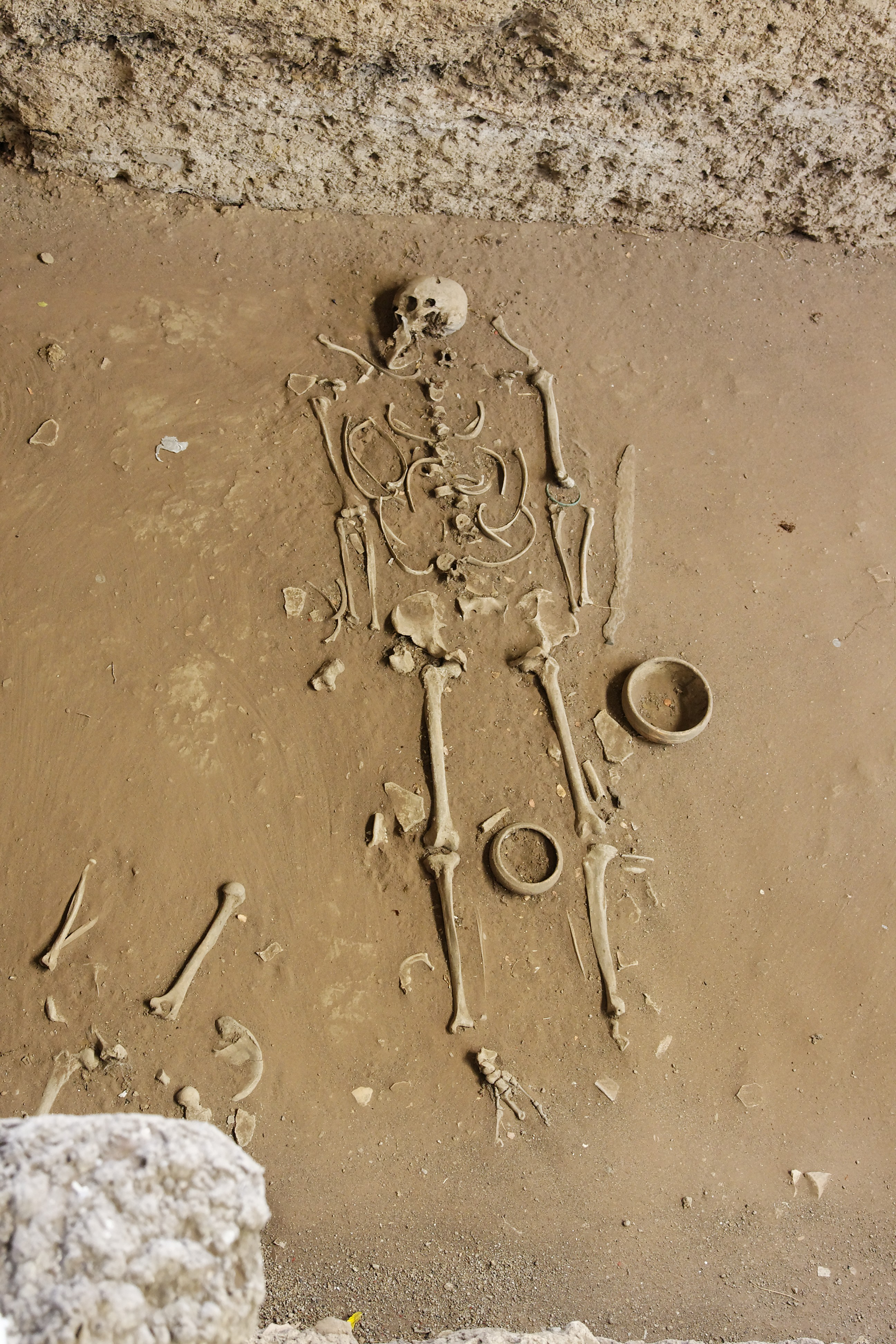
Restes humains.
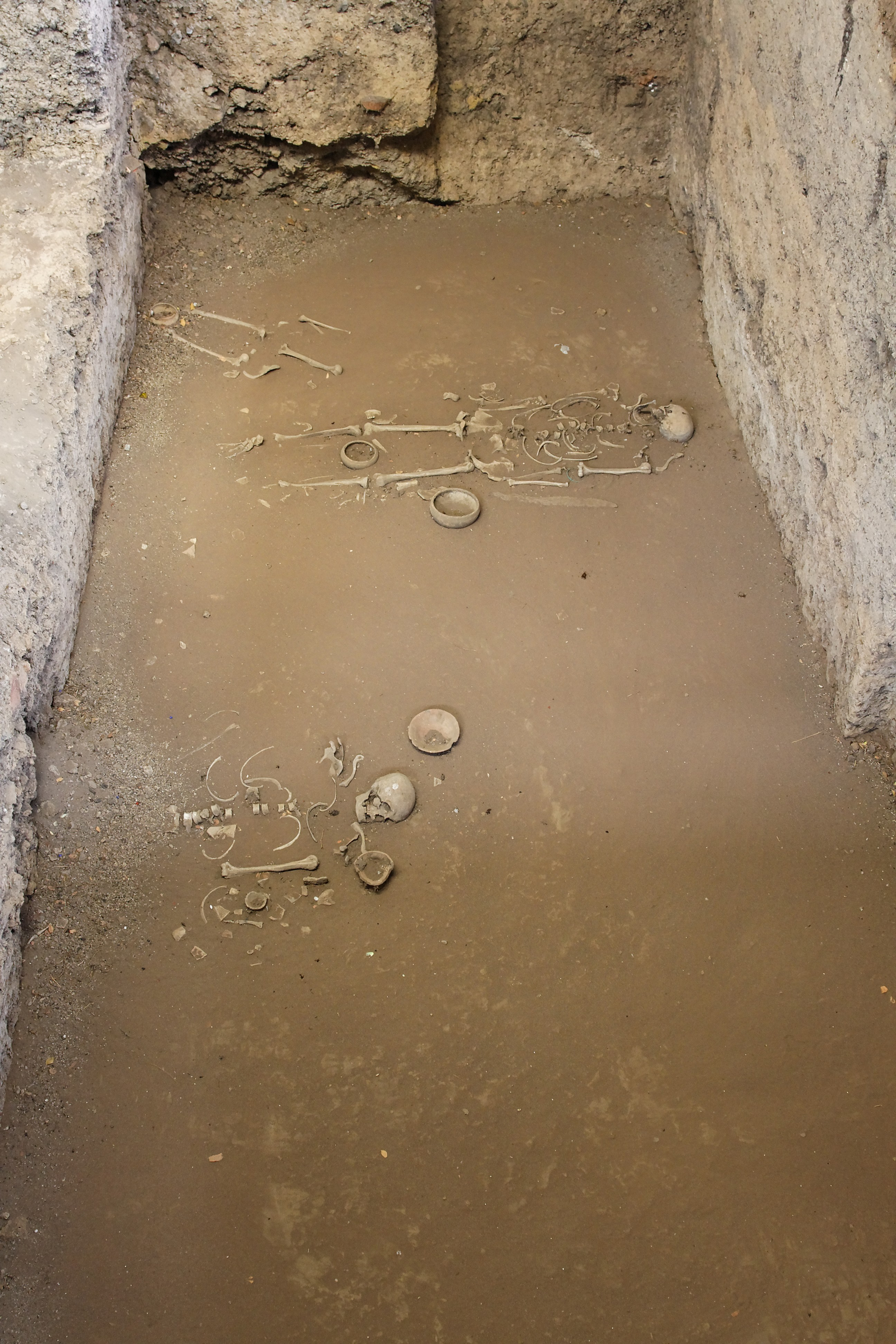
Restes humains.
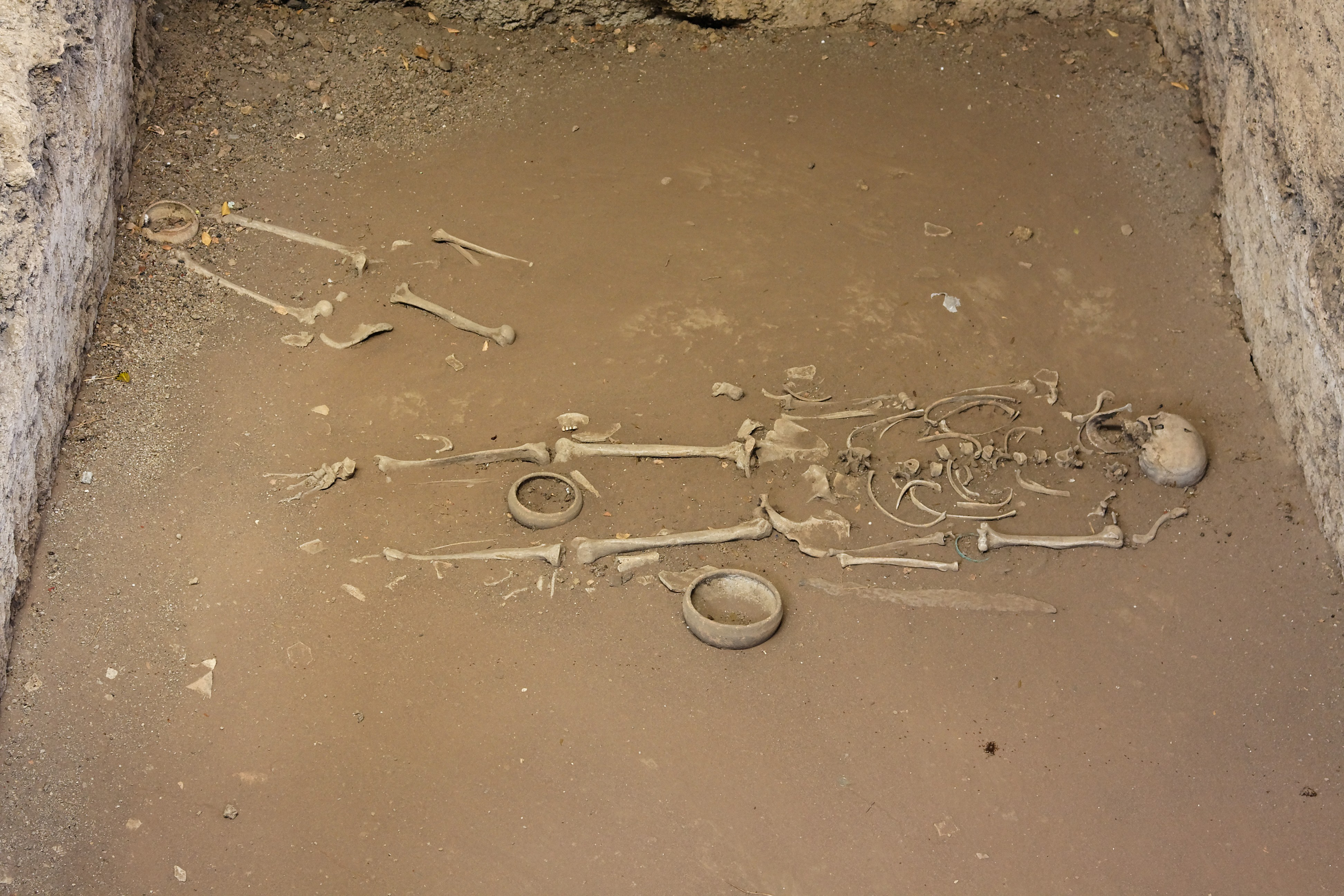
Restes humains.

## ÉpoqueDvâravatî

### Khao Khlang Nai
Le Khao Khlang Nai (thaï : เขาคลังใน) était un sanctuaire bouddhiste. Le stupa central, de forme rectangulaire et orienté à l’est, est caractéristique du style architectural de Dvaravati. La base en latérite couverte de plâtre fait environ 12 mètres de haut. Elle est décorée de stucs représentant des nains ganas, des singes, des lions, des buffles, des éléphants. Ces figures sont en posture d’atlantes ou cariatides, protégeant et soutenant le monument. D’après leur style, elles datent du IXe siècle.
Devant le sanctuaire, se trouve un escalier menant à un niveau supérieur. Il reste des traces de cet étage fait de latérite et reposant sur une base faite de petites briques ; il s’agissait peut être d’un viharn ou d’un stupa. Tout autour de cette importante structure, à l’extérieur du mur qui entoure le bâtiment principal, on trouve des viharns, stupas, chedis et d'autres bâtiments destinés aux cérémonies.
C'est un sanctuaire semblable à Wat Khlong Suwannakhiri (situé dans le site archéologique de Khu Bua, province de Ratchaburi).

Khao Khlang Nai
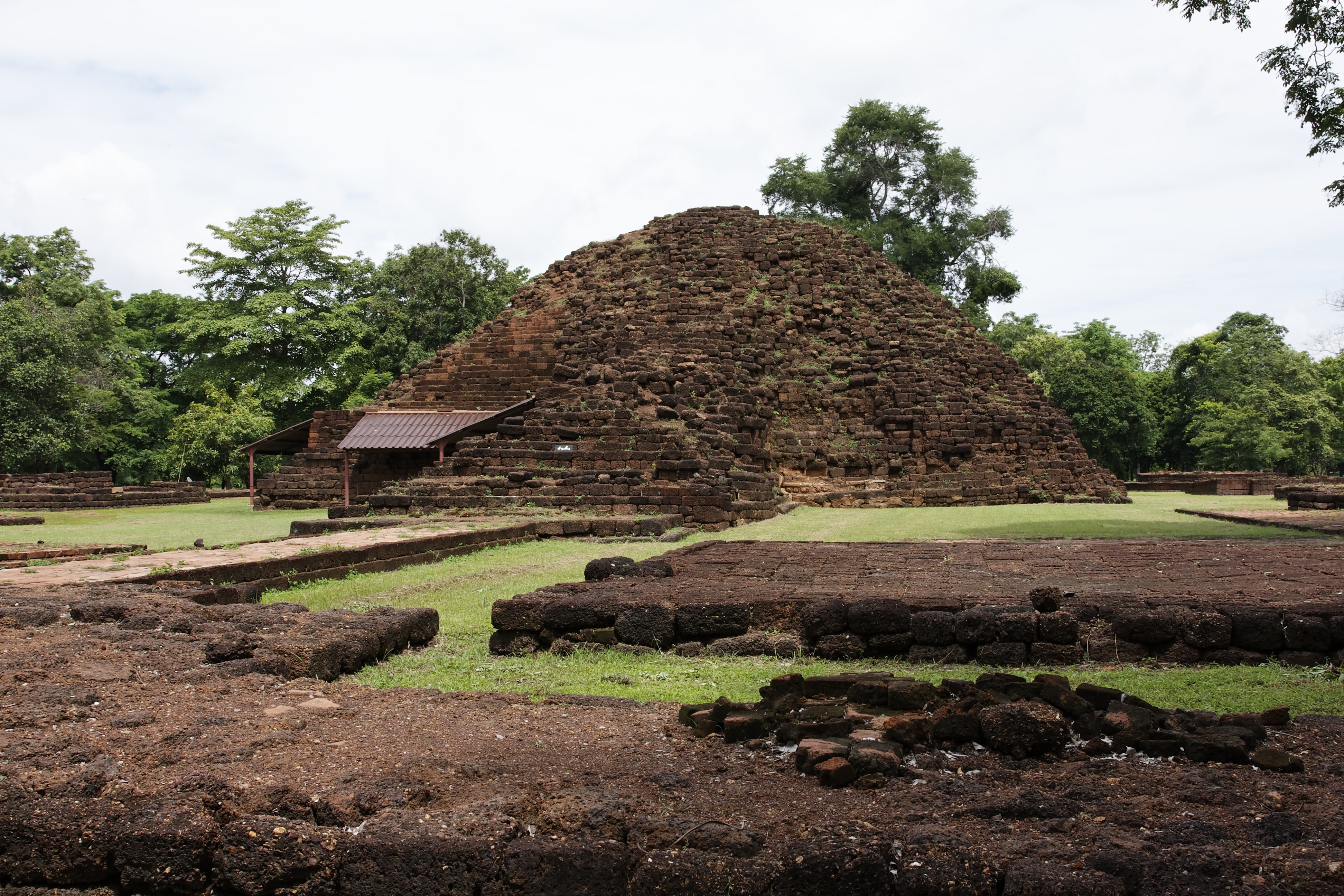
Vue générale.
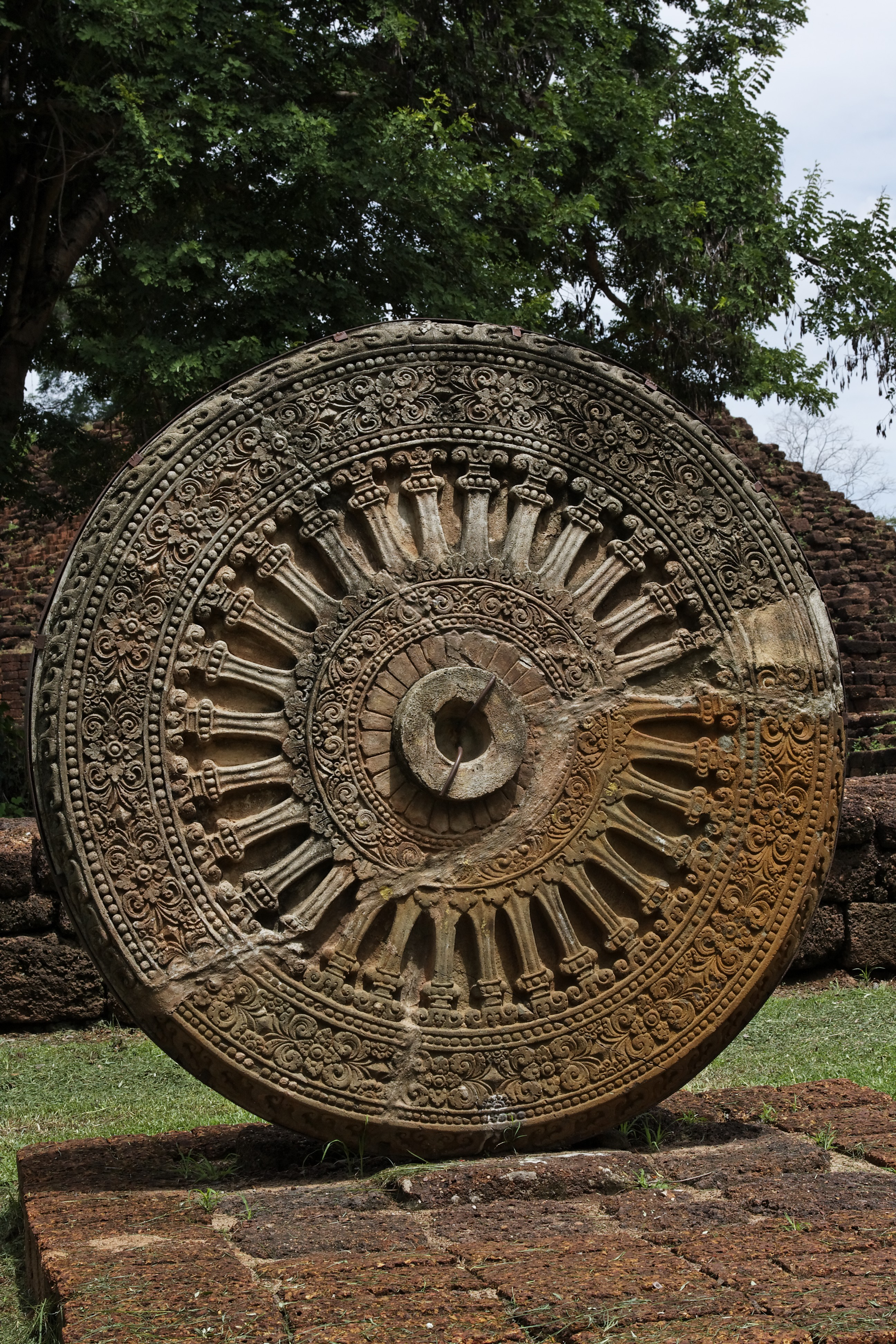
Dharmachakra[8] devant le Khao Khlang Nai.
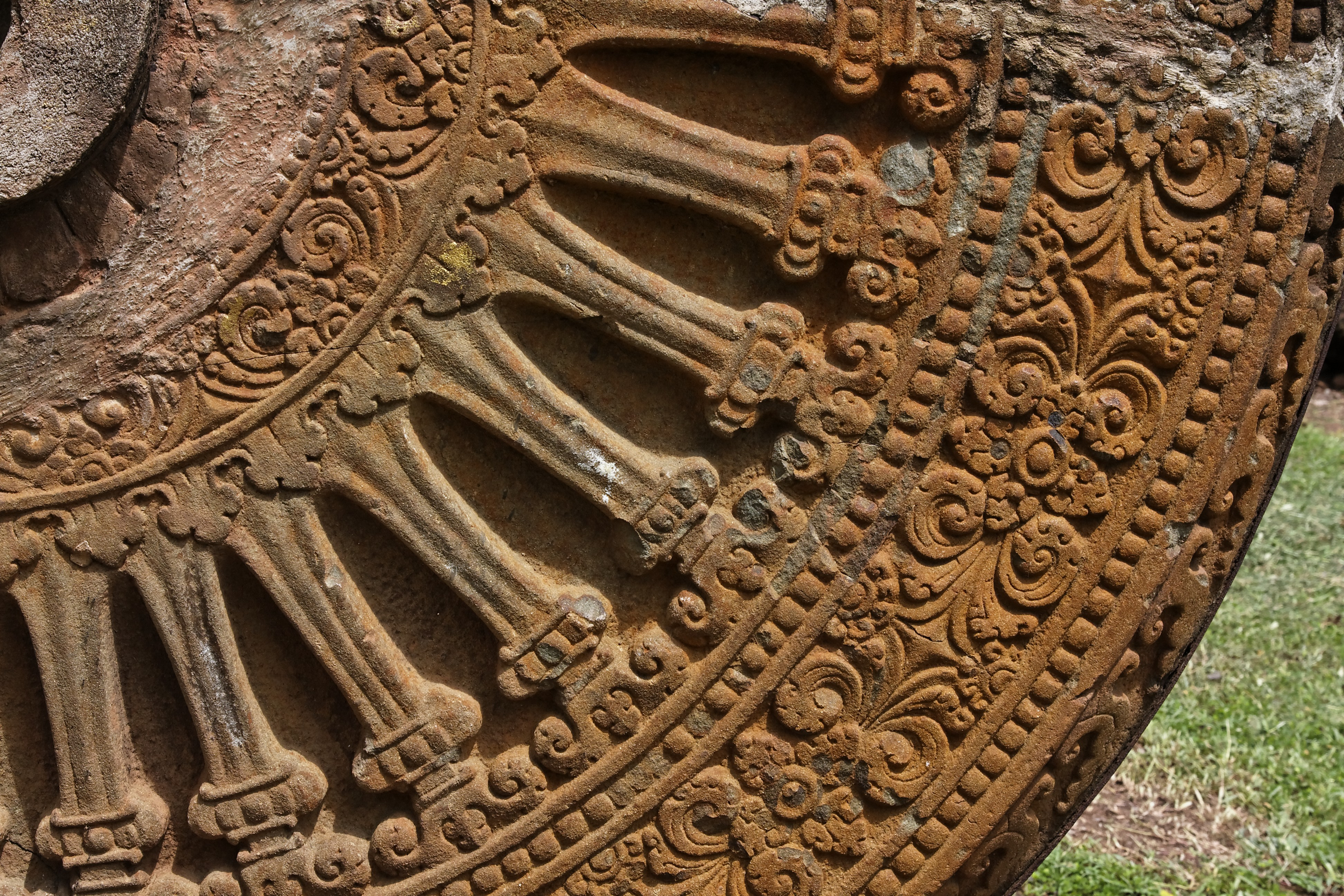
Dharmachakra, Roue du Dharma ou Roue de la loi
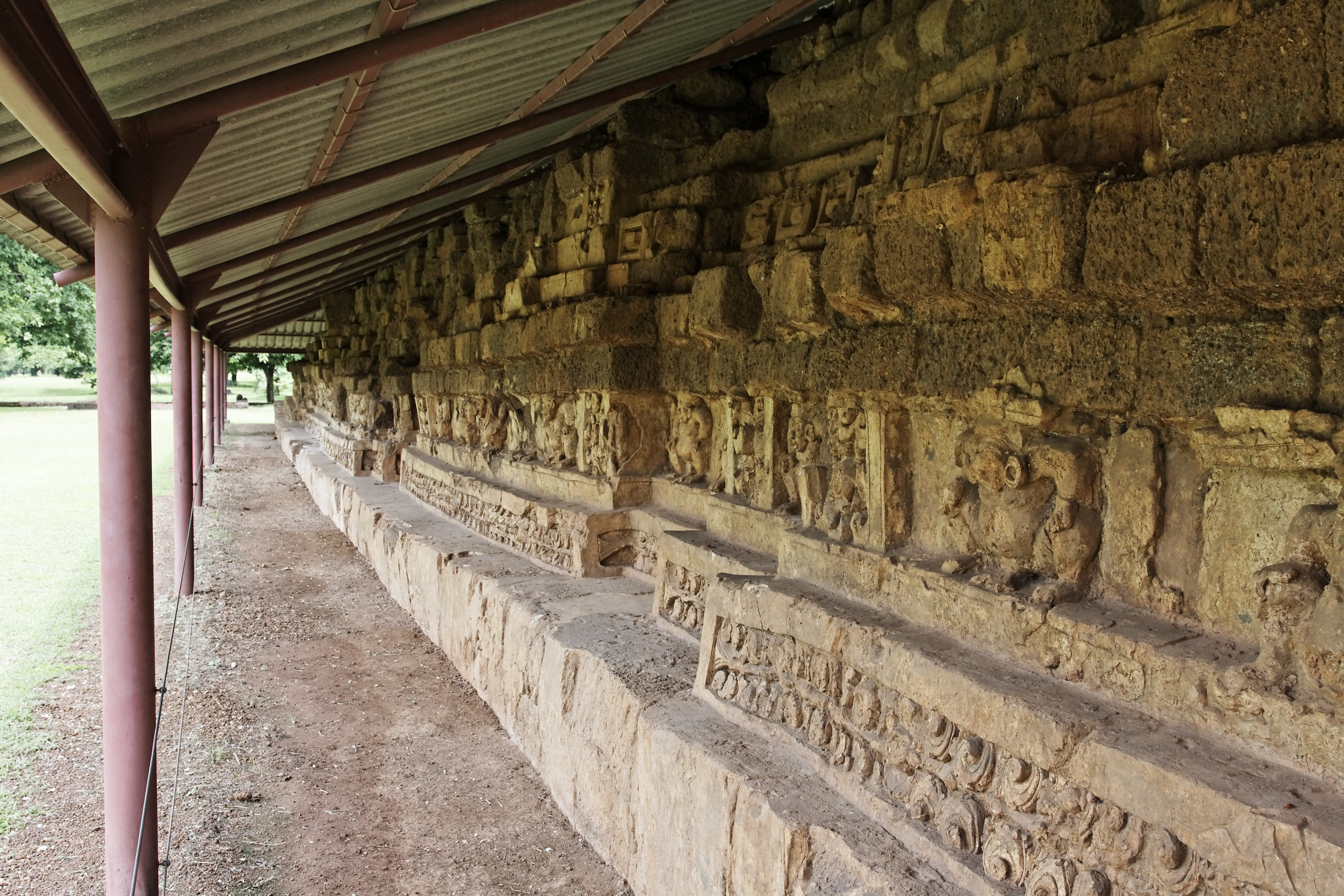
Décorations en stuc à la base du monument.
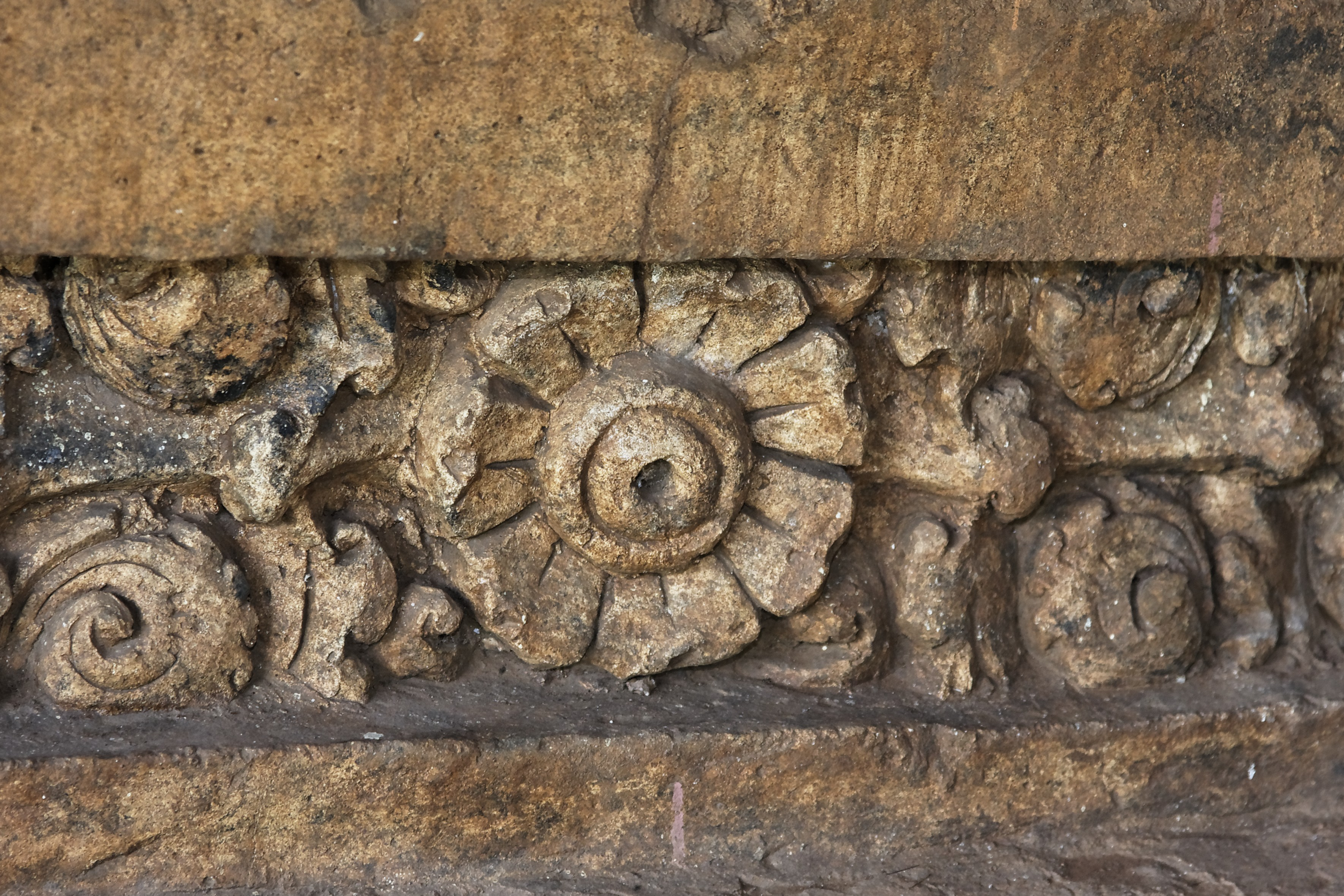
Motif floral en stuc.
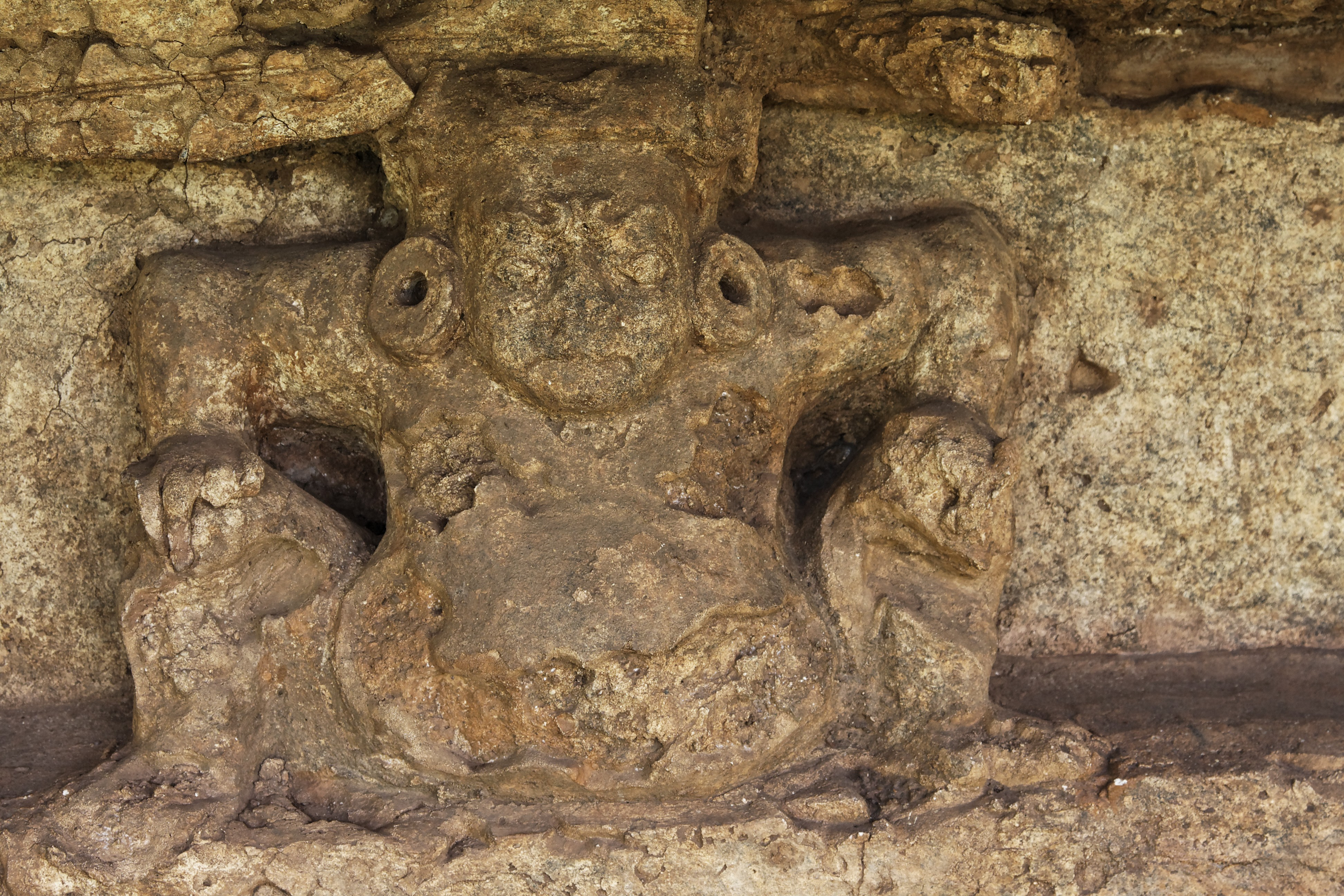
Atlante.
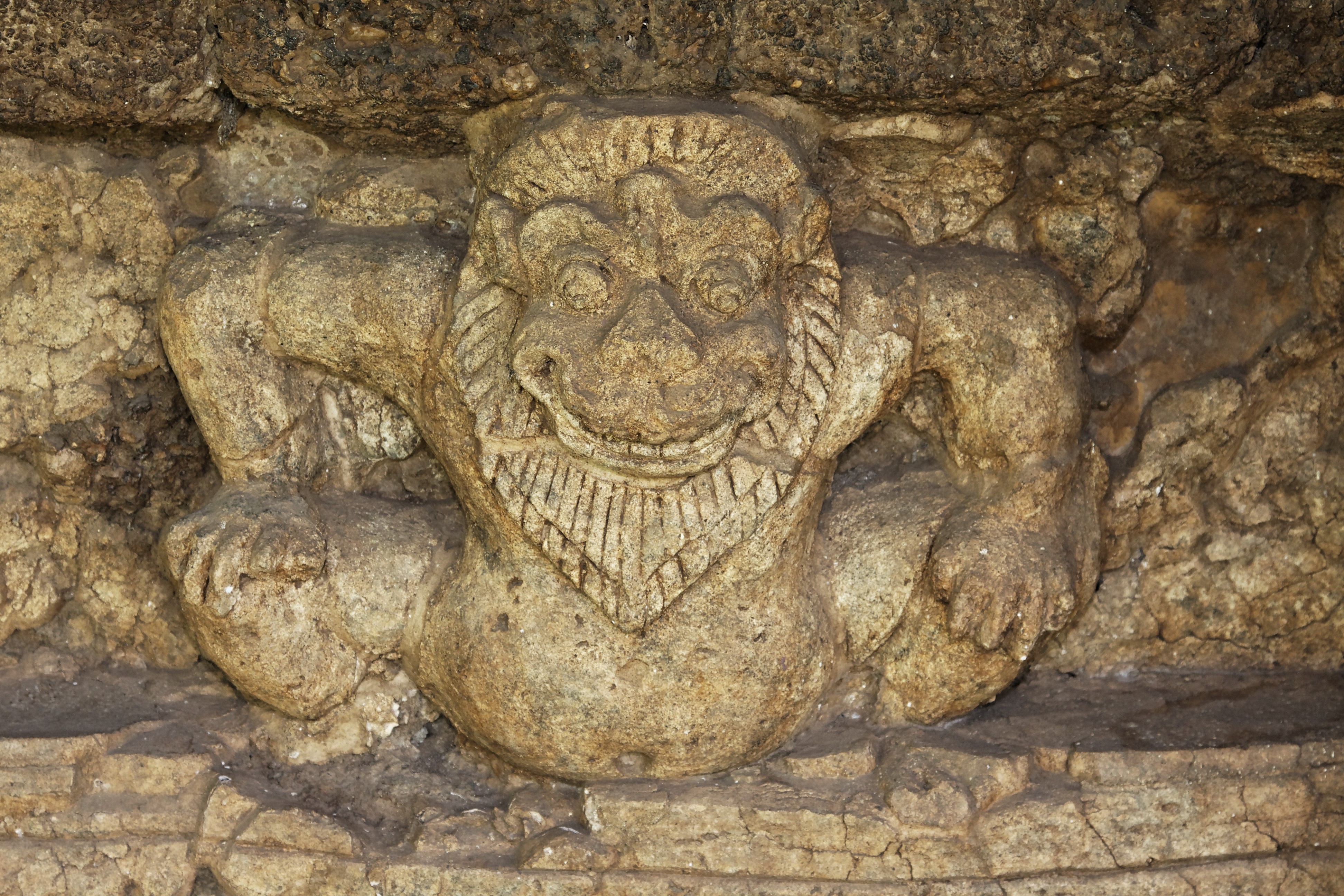
Lion atlante en stuc.
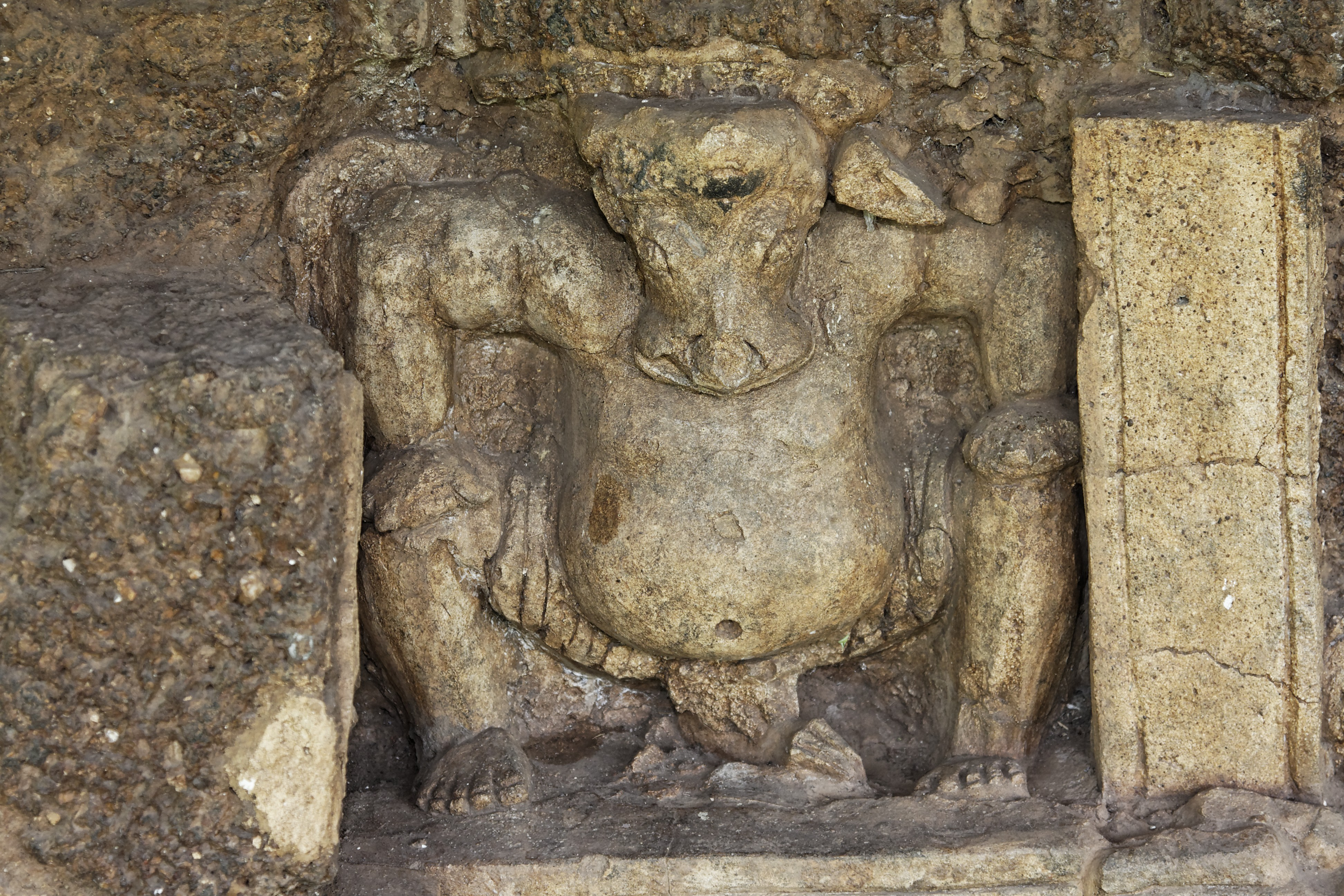
Atlante à tête de buffle.
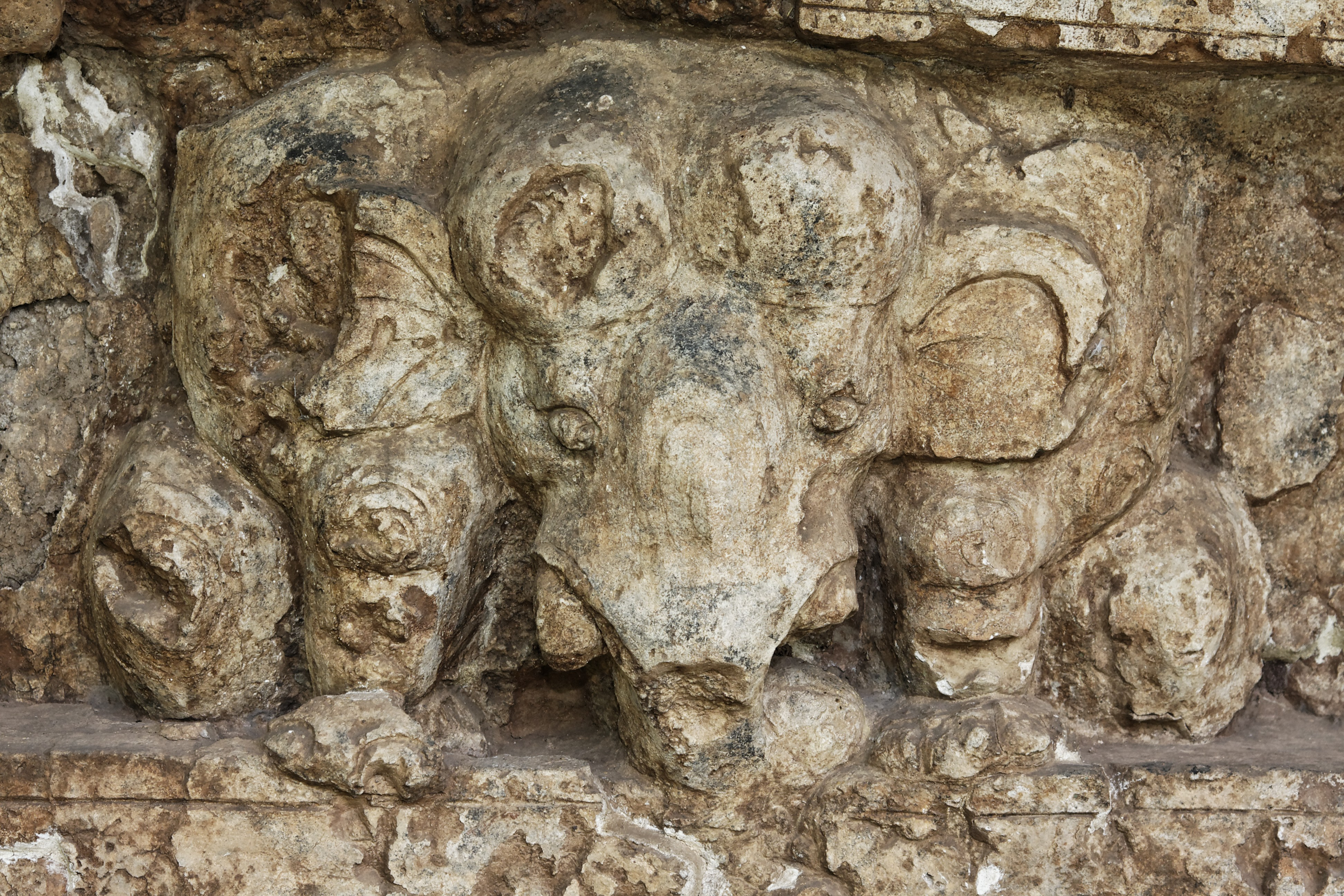
Éléphant atlante en stuc.

Selon les villageois, le site était une colline, une petite montagne (khao en thaï) couverte de buissons et d’arbres. Le mot thaï khlang (trésor) suggère que l’endroit servait autrefois de grenier, de magasin, de stockage. Quant au mot naï, il signifie que le monument est situé à l’intérieur de la ville, contrairement au Khao Khlang Nok.

### Khao Khlang Nok
Le Khao Khlang Nok(thaï : เขาคลังนอก), surnommé "la pyramide thaïlandaise", serait selon les archéologues le vestige d’un stoupa géant de style Dvaravati  censé représenter le mont Meru. Il est situé à Ban Sra Phue, à 1,3 kilomètre de la ville ancienne de Si Thep . C'est une "grande colline" de brique et de latérite de 64 mètres de longueur, 64 mètres de largeur et 20 mètres de haut. Au milieu de la structure, se trouve un puits (probablement creusé par des pillards). L'état du monument ne permet pas d'en déterminer le style originel.

Khao khlang Nok
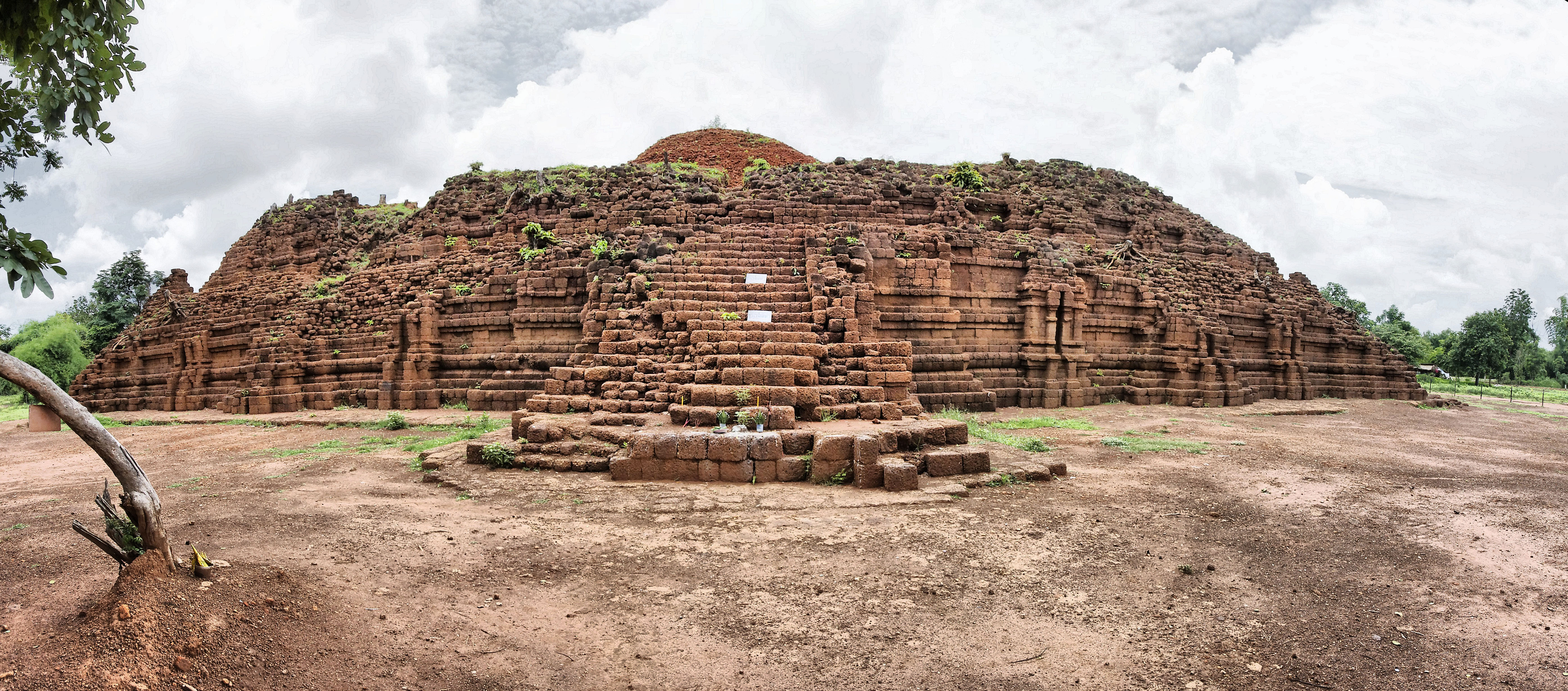
Vue d'ensemble
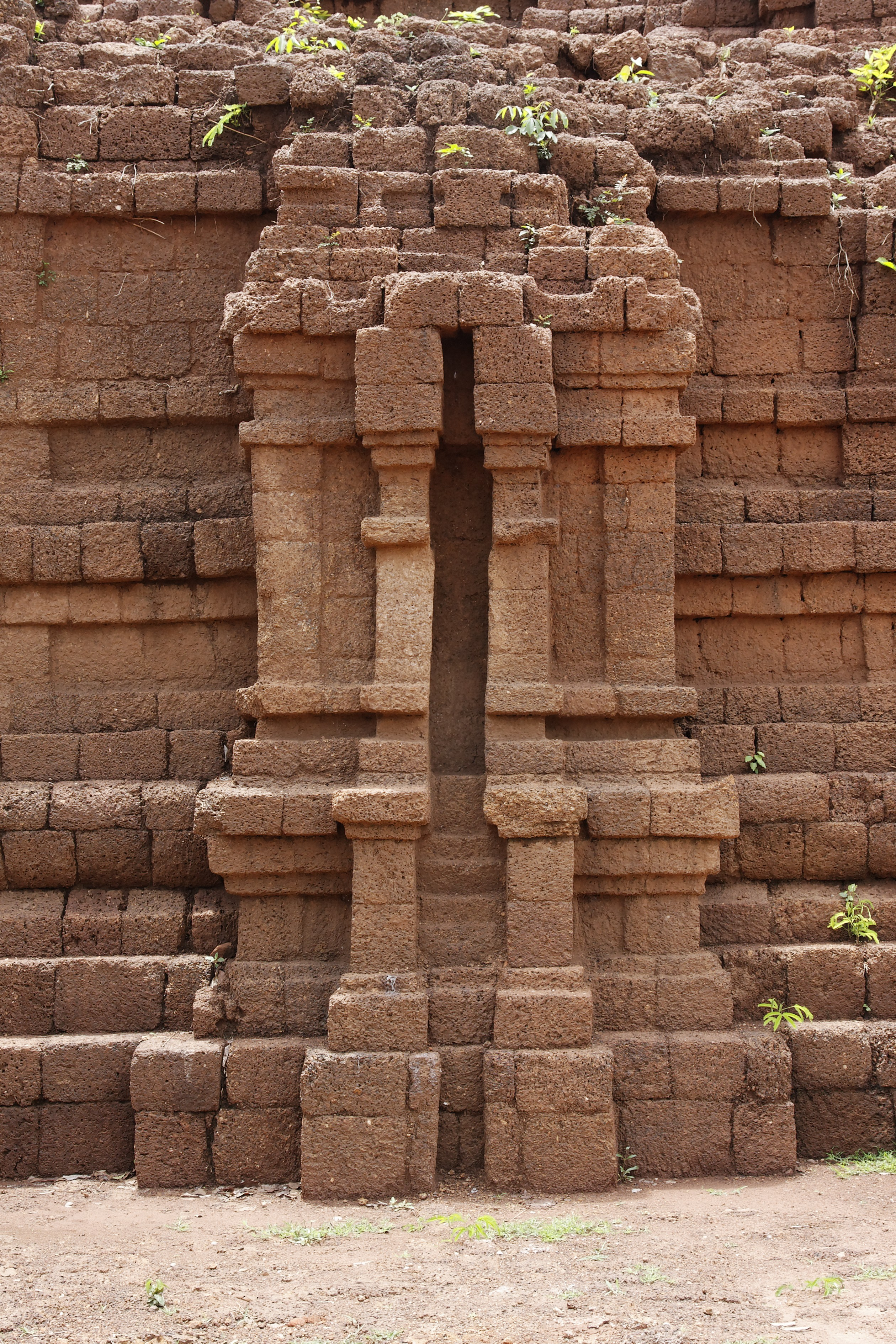
Détail.
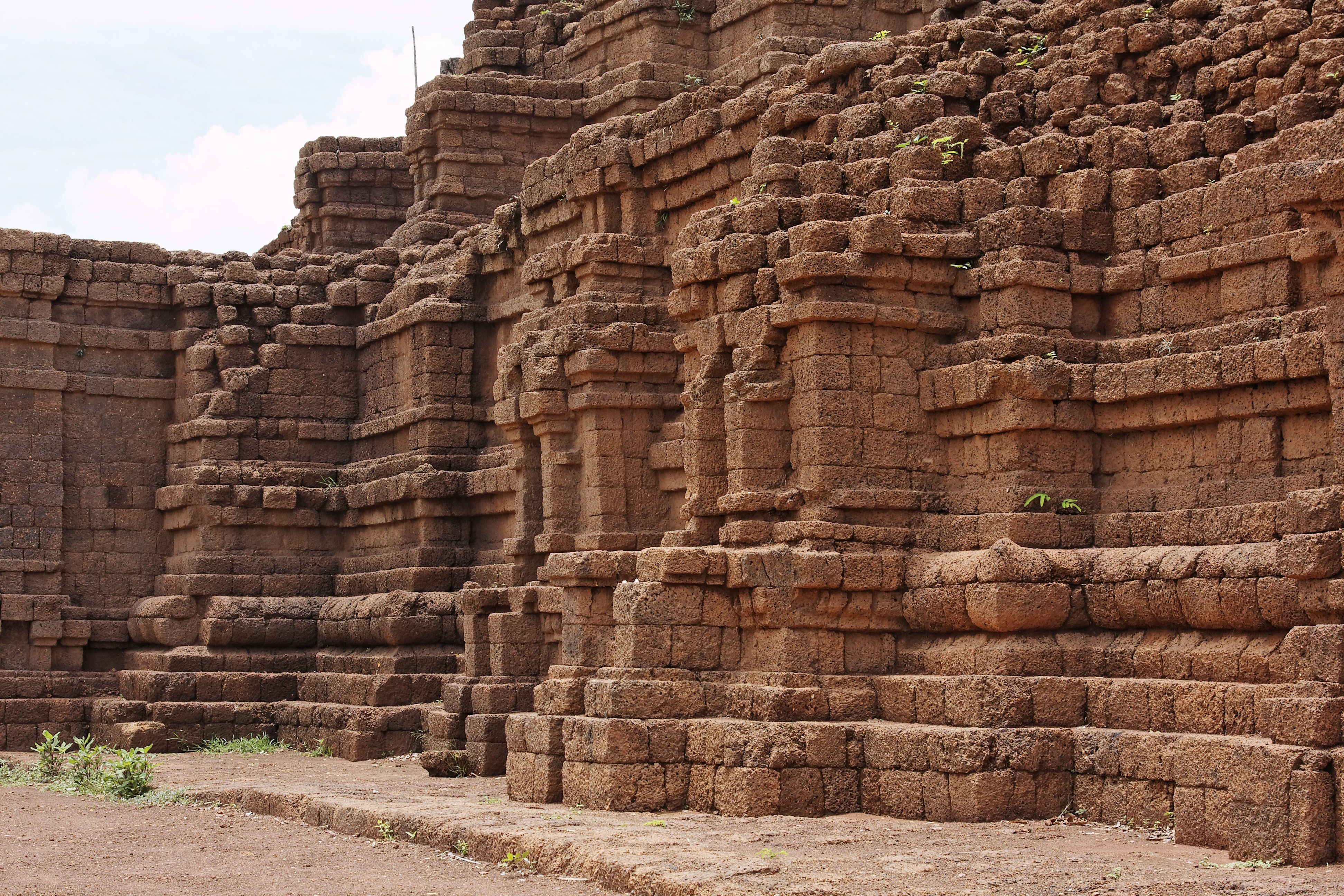
Détail.
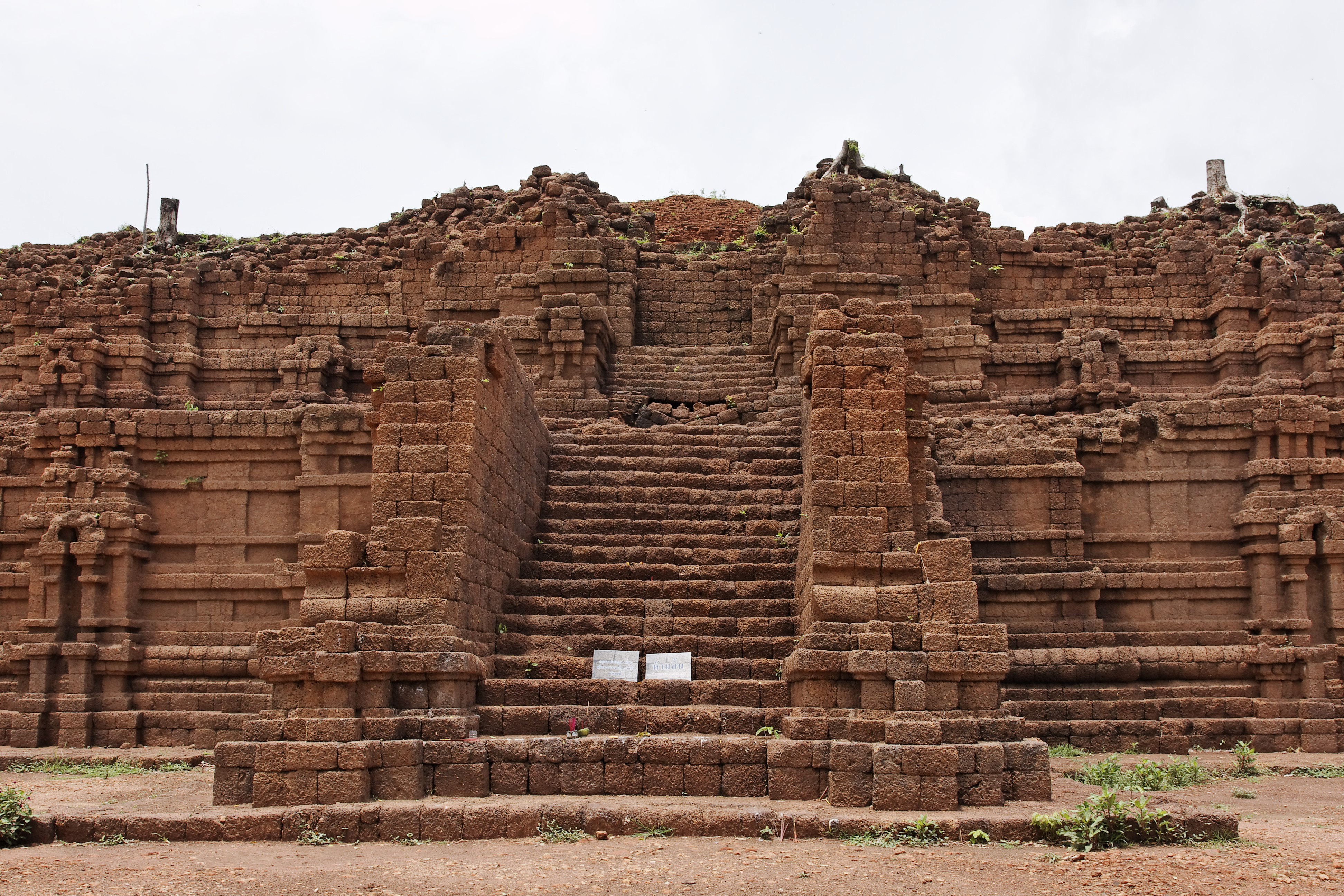
Détail.

### Khao Thamorat
Le Khao Thamorat (thaï : เขาถมอรัตน์) est une montagne à l'ouest de la ville de Si Thep. Une grotte dans cette montagne comporte des sculptures en pierre dédiées au culte bouddhiste Mahāyāna (statues de Bouddha, de bodhisattvas, stupas et dharmachakras). La plupart sont typiques du style Dvâravatî. Les têtes des bouddhas ont été volées, puis retrouvées et sont désormais exposées au Musée national de Bangkok.

## Époque de l'Empire khmer
Le royaume Dvâravatî déclina vers le XIe siècle. À cette époque, l'empire Khmer était devenu plus puissant et commença son expansion sur le royaume Dvâravatî. Sri Thep tomba donc sous l'influence khmère, ce que l'on peut constater par le changement de forme du plan de la ville qui passa de circulaire à rectangulaire, en s'étendant vers l'est. Cette extension est appelée Muang Nok (littéralement ville extérieure). On y trouve deux sanctuaires hindous, le Prang Sithep et le Prang Song Phi Nong, qui datent tous deux du XIIe siècle. Plus tard, ces deux sanctuaires furent modifiés et utilisés pour le culte bouddhiste Mahayana, plus spécifiquement, pendant le règne de Jayavarman VII, aux environs du XIIIe siècle. On ne sait toujours pas les raisons du déclin de Sri Thep. L'hypothèse la plus souvent énoncée est qu'il est dû à une grave épidémie.

### Prang Si Thep

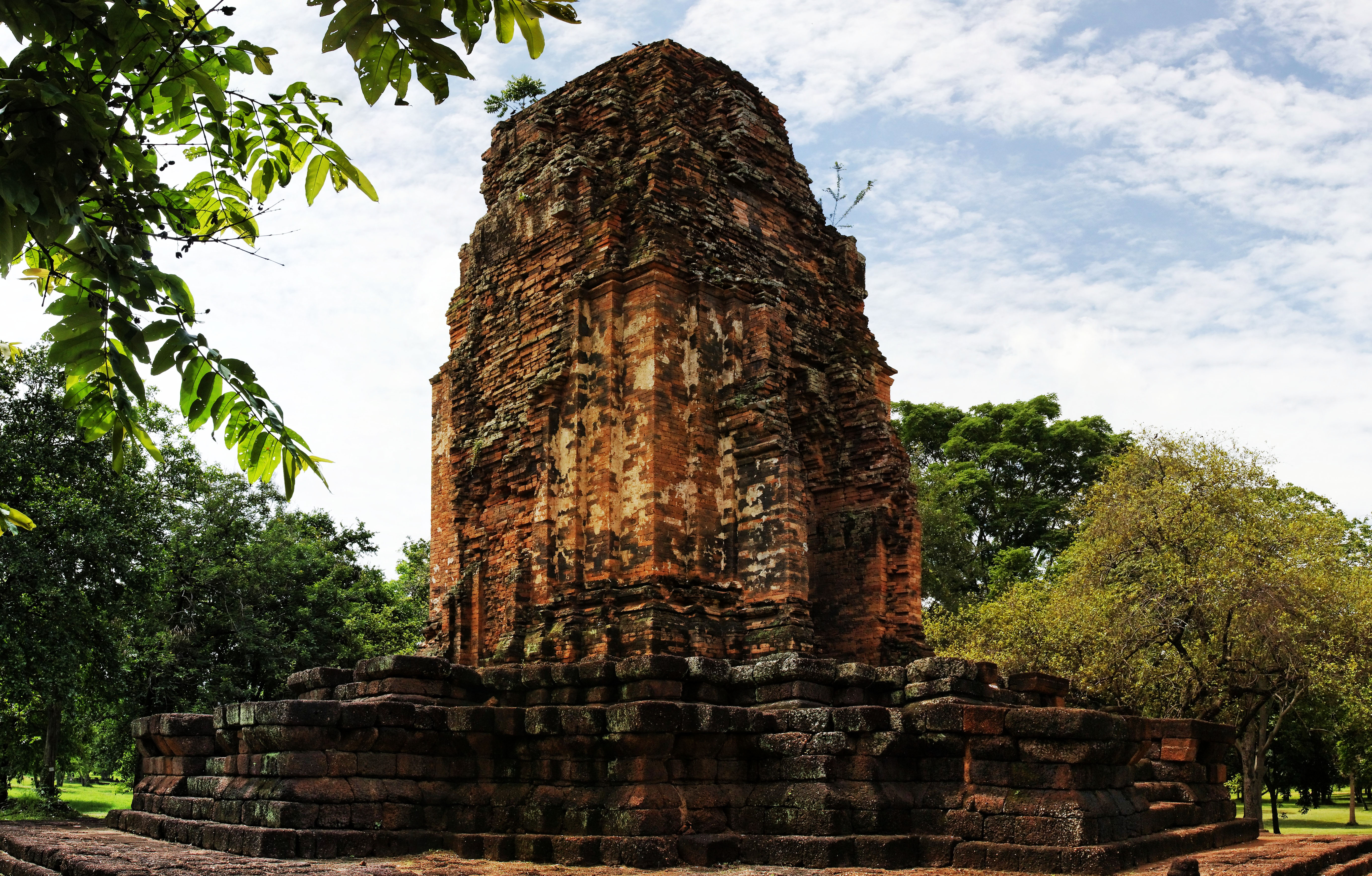
La tour du Prang Si Thep.

Le Prang Si Thep  (thaï : ปรางค์ศรีเทพ) est un sanctuaire de style khmer. C'est une grosse tour située derrière le Prang Song Phi Nong et dont la base est à un mètre au-dessus du sol.
Le style du Prang Si Thep est identique à celui du Prang Song Phi Nong, et se compose d'une base en latérite et de quatre portiques. Le corps principal de la tour et son toit sont en brique; les restes du prang culminent aujourd'hui à douze mètres. La tour ne comprend qu'une entrée, côté ouest, les autres étant de fausses portes. à l'origine, le portique nord menant à la tour, devait être couvert d'un toit de bois. Flanquant l'avant de la tour principale, on trouve deux bibliothèques ou bannalais. La base centrale devant la terrasse est prolongée par une chaussée cruciforme qui mène vers le niveau inférieur. Au bout de la chaussée, on trouve quelques reliefs d'une tête de nâga. Des têtes de nâgas se trouvaient sans doute à chaque extrémité de la chaussée, cette chaussée constituant ce qu'on appelle un pont de nagas, symbolisant le lien entre le ciel et la terre. Un peu plus loin, vers le Prang Song Phi Nong, on trouve un mur de latérite sur un ensemble de socles appartenant à diverses structures.
Le Prang Si Thep date des XIe – XIIe siècles, d'après les linteaux trouvés sur place. On trouve des traces évidentes de restauration de la tour, sous la forme par exemple d'un antéfixe inachevé. On peut en déduire qu'à l'origine, il s'agissait d'un sanctuaire hindou, qui fut ensuite transformé pour le culte bouddhisme Mahayana durant le règne de Jayavarman VII. On retrouve ce changement de culte à de nombreux endroits qui faisaient partie de l'empire khmer. Les travaux de restauration furent cependant stoppés avant l'abandon de Si Thep.

### Prang Song Phi Nong

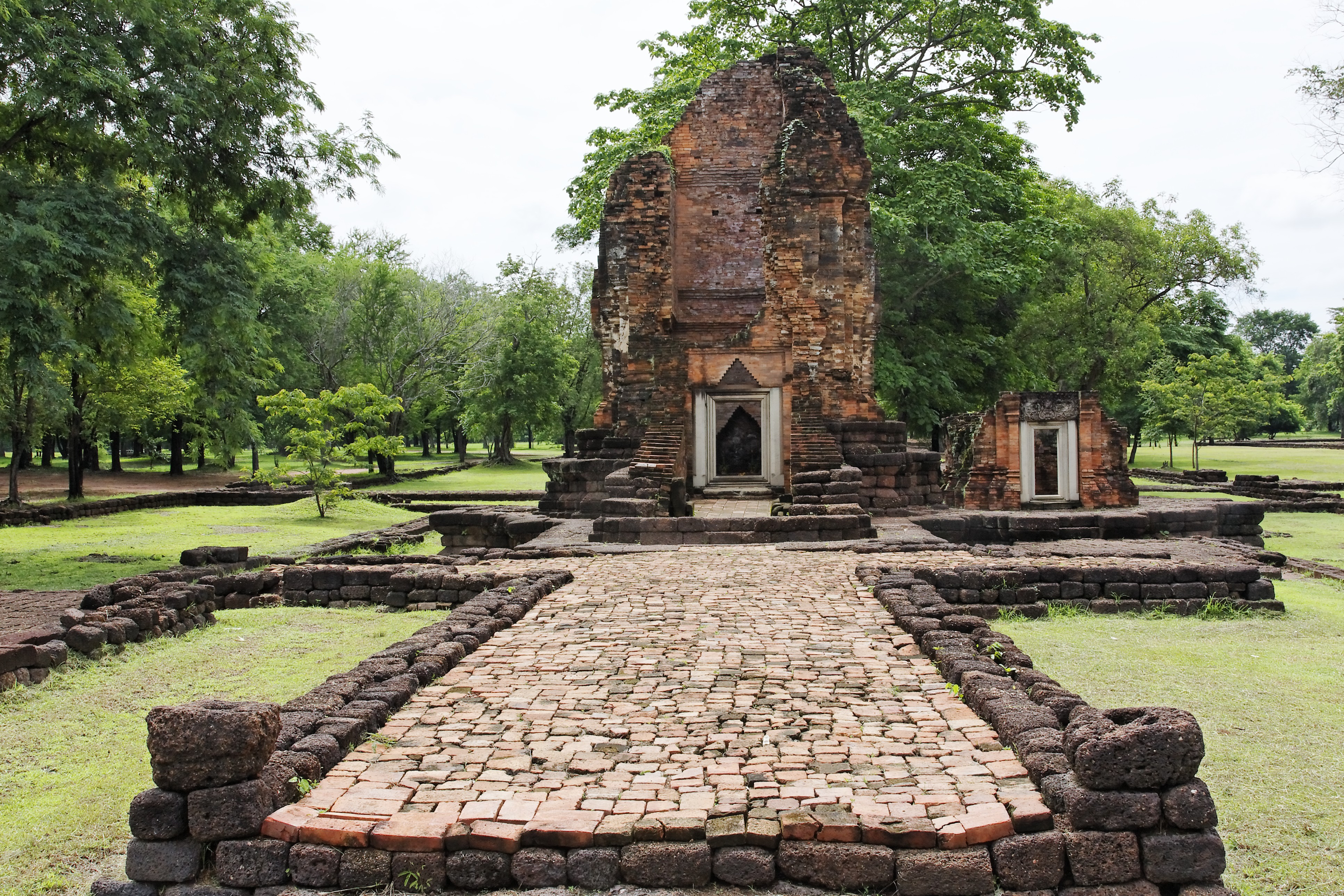
Un aspect du Prang Song Phi Nong.

Le Prang Song Phi Nong (thaï : ปรางค์สองพี่น้อง) est un grand sanctuaire situé à l’intérieur du complexe de Si Thep. Il est de style khmer et date à peu près du XIIe siècle. Les villageois nomment la grande tour phi, c'est-à-dire grand frère ou grande sœur en Thaï, et la tour plus petite nong c'est-à-dire petit frère ou petite sœur.
La tour principale fait à peu près sept mètres de haut, est faite de brique sur une base en latérite et est orientée à l’ouest. Elle comporte une seule pièce carrée appelée garbhaghra, qui servait à abriter une sculpture sacrée. Les trois murs de cette pièce comportent des niches triangulaires qui pouvaient  servir à placer des chandelles ou des statues religieuses.
Au sud de la tour principale, on trouve une tour plus petite. À sa découverte, seule subsistait la base, mais la partie supérieure a été restaurée par le Département des Beaux Arts de Thaïlande ; on a remis en place un linteau umamahesavara, le seul linteau retrouvé complet à Si Thep.
En plus de ces deux tours, on trouve à proximité les ruines de quelques monuments plus petits. Lors de fouilles récentes, des éléments architecturaux ont été découverts, entre autres des linteaux et des piliers de pierre décorés datant du  XIIe siècle. L’un de ces linteaux représente Shiva. On a également découvert un lingam, un yoni et une représentation du taureau Nandin. Les archéologues en ont déduit qu’il s’agissait d’un sanctuaire hindouiste dédié à Shiva construit aux environs du  XIIe siècle. Cependant, le lingam, le yoni et le taureau Nandin étaient enfouis sous le bâtiment, ce qui semble indiquer la période de transition entre l’hindouisme et le bouddhisme Mahayana, pendant le règne de Jayavarman VII (1181-1217), souverain de l’empire khmer.

### Prang Reussi

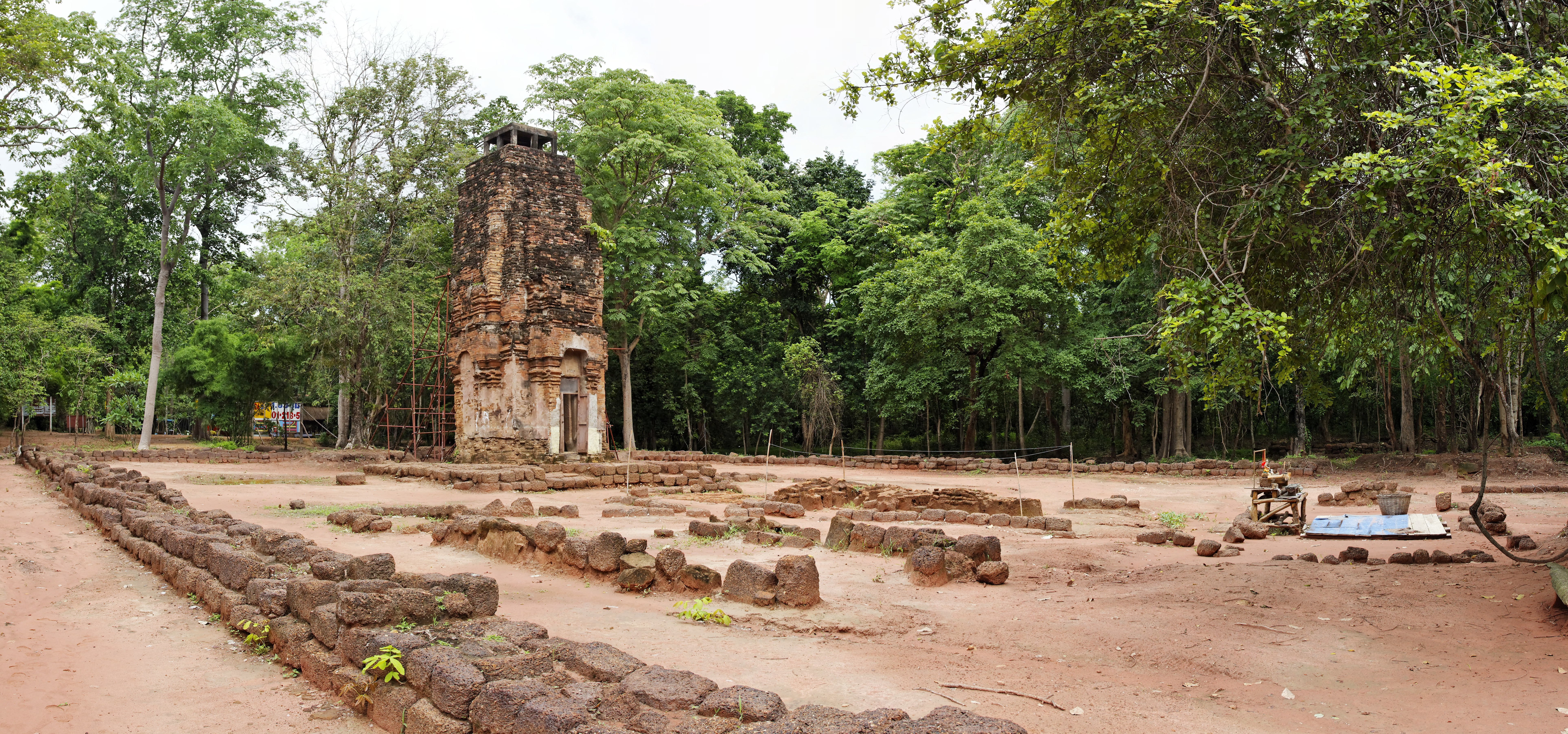
panorama du Prang Reussi.

Le Prang Ruesi -ou Reussi, selon la translittération adoptée- (thaï: ปรางค์ฤๅษี) (15° 29′ 30,5″ N, 101° 09′ 42,1″ E) est situé dans l'enceinte du Wat Pa Sa Khwae, au nord, dans la partie est de la ville historique de Si Thep à environ 2 kilomètres du centre de la ville. C'est un bâtiment de style khmer, construit en brique. Il est probablement contemporain du Prang Si Thep. Le bâtiment a néanmoins été modifié à de nombreuses reprises, que ce soit dans le passé ou plus récemment.

## Le musée
Le musée, situé dans l'enceinte de l'ancienne ville, contient quelques copies intéressantes de statues de Surya et quelques fragments de dharmachakras

Quelques objets du musée
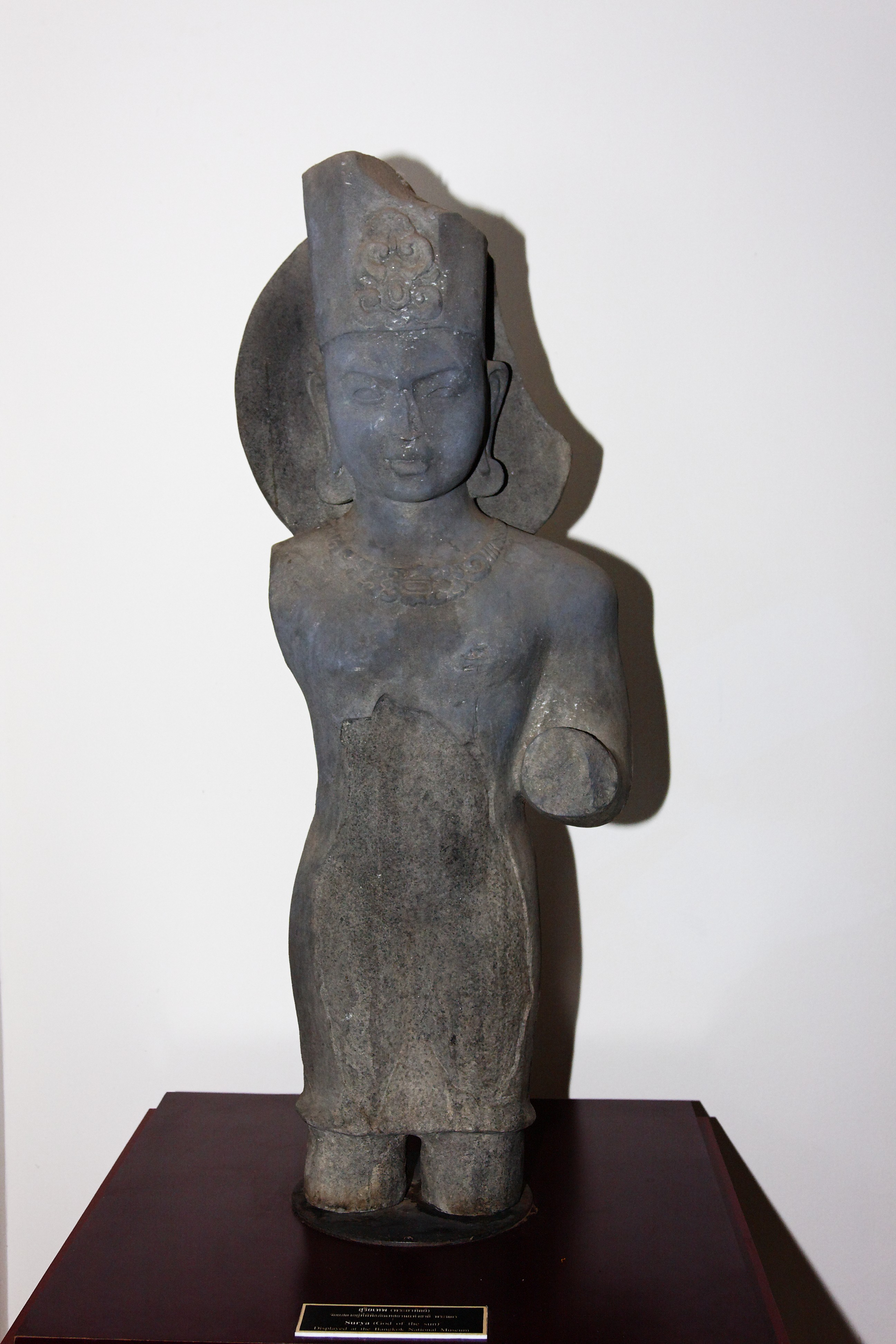
Statue représentant Surya, époque Dvâravatî (copie, l'original est au Musée national de Bangkok).
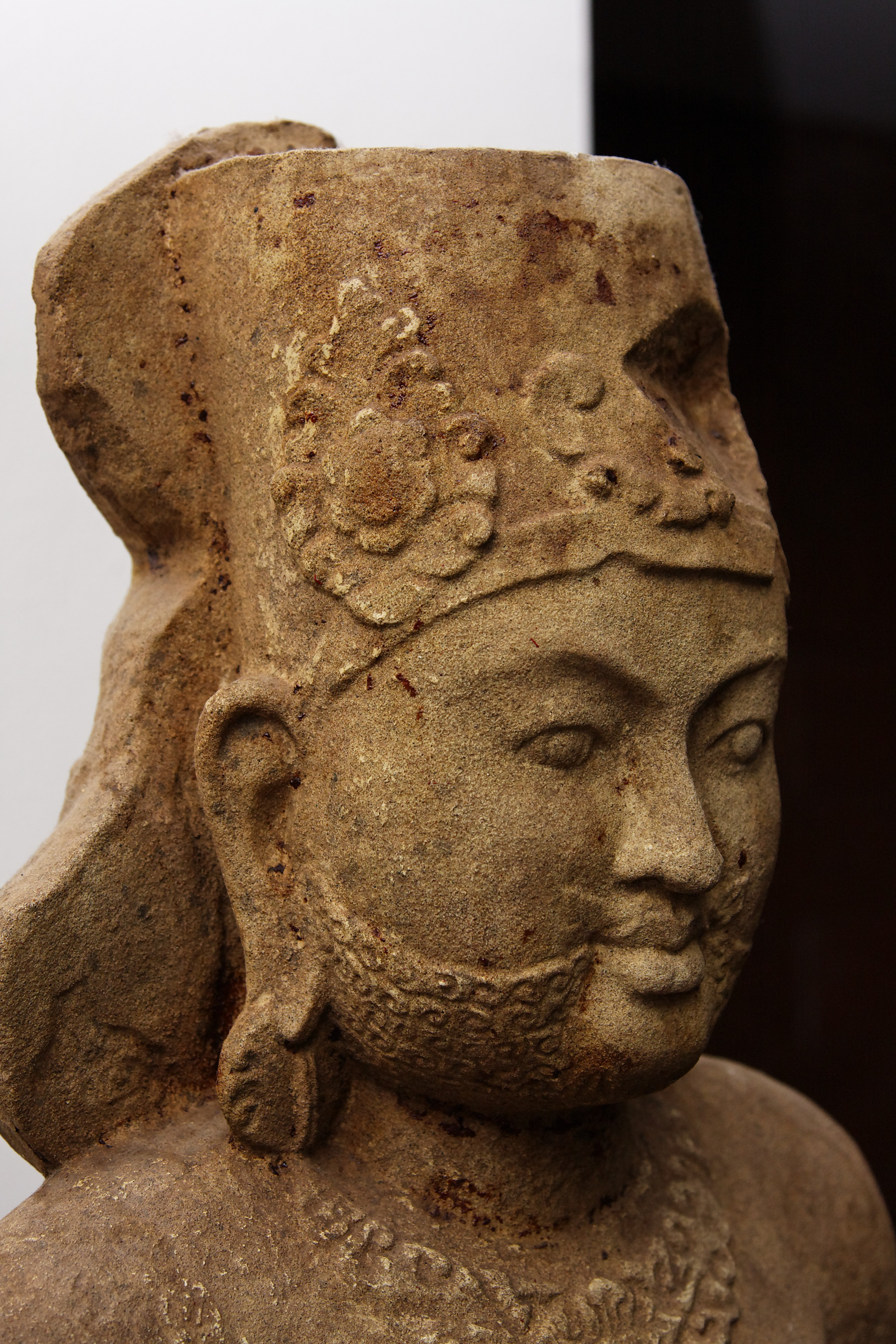
Statue représentant Surya, époque Dvâravatî (copie, l'original est au Musée national de Bangkok).
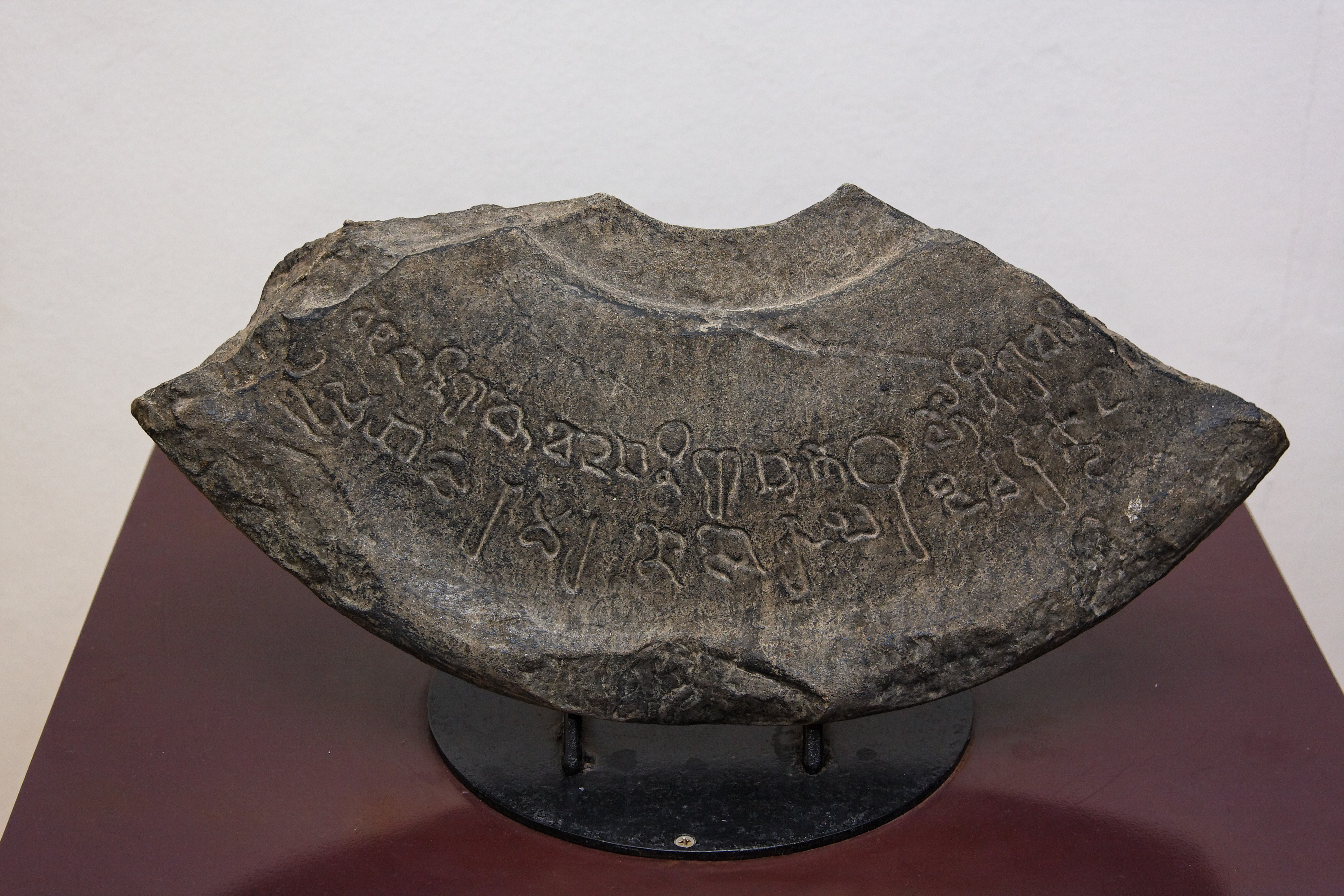
Inscription en pâli utilisant l'alphabet pallava.
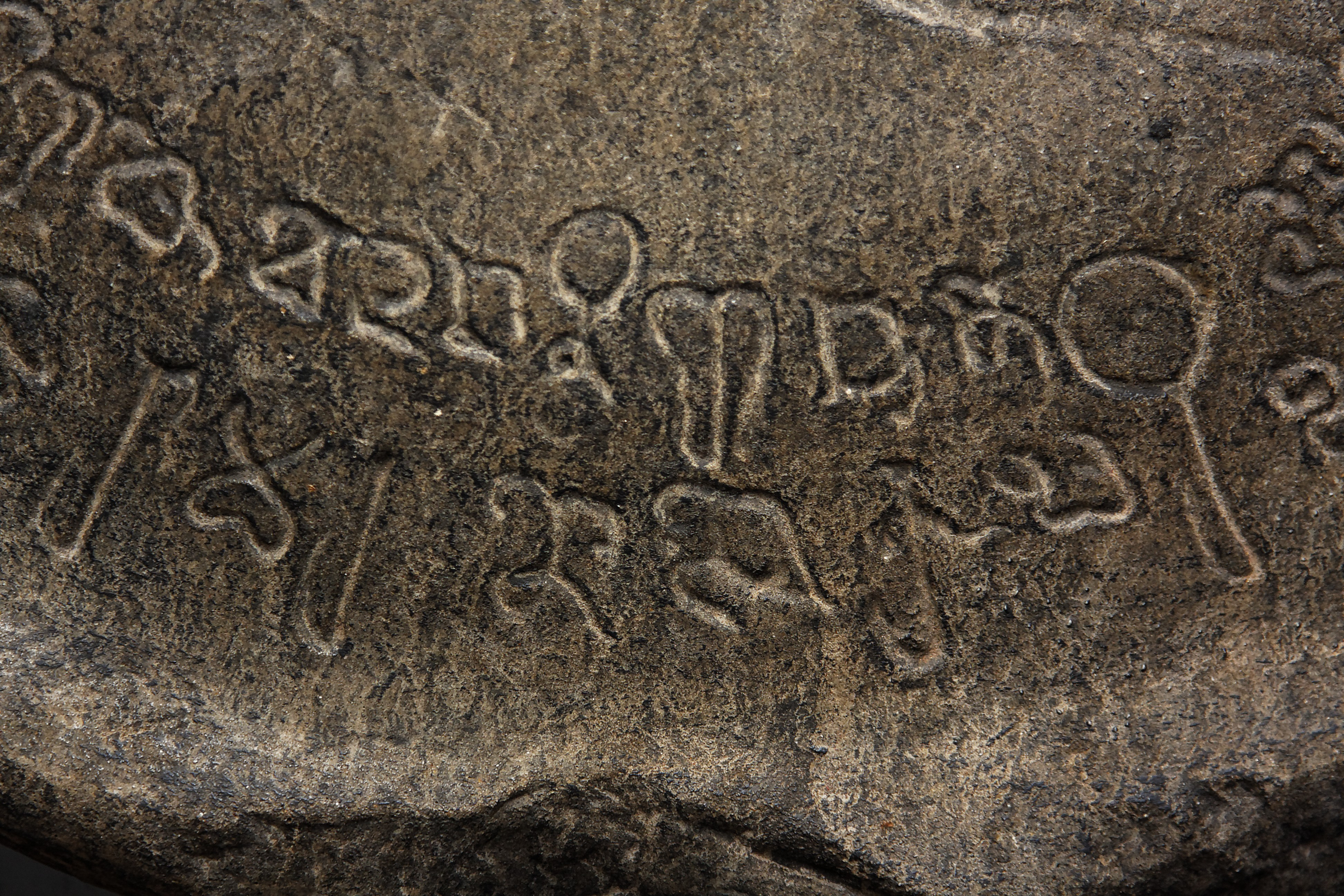
Inscription en pâli utilisant l'alphabet pallava (détail).